# Distrikt San José de Sisa
Der Distrikt San José de Sisa liegt in der Provinz El Dorado in der Region San Martín in Nordzentral-Peru. Der Distrikt wurde am 25. November 1876 gegründet. Er besitzt eine Fläche von 309 km². Beim Zensus 2017 wurden 16.176 Einwohner gezählt. Im Jahr 1993 lag die Einwohnerzahl bei 13.143, im Jahr 2007 bei 13.220. Sitz der Distrikt- und Provinzverwaltung ist die 343 m hoch gelegene Stadt San José de Sisa mit 9141 Einwohnern (Stand 2017). San José de Sisa befindet sich 70 km südsüdöstlich der Regionshauptstadt Moyobamba.

## Geographische Lage
Der Distrikt San José de Sisa liegt in den östlichen Voranden zentral in der Provinz El Dorado. Der Río Sisa durchquert das Areal in südlicher Richtung.
Der Distrikt San José de Sisa grenzt im Westen an den Distrikt Alto Saposoa (Provinz Huallaga), im Norden an die Distrikte San Martín und Shatoja, im Nordosten an die Distrikte Tabalosos und Zapatero (beide in der Provinz Lamas), im Südosten an den Distrikt Santa Rosa sowie im Süden an den Distrikt Agua Blanca.

## Ortschaften
Im Distrikt gibt es neben dem Hauptort folgende größere Ortschaften:
- Eladio Tapullima (274 Einwohner)
- Huaja (688 Einwohner)
- Ishichihui (440 Einwohner)
- Maray
- Nauta (1471 Einwohner)
- Nuevo Barranquita (241 Einwohner)
- Nuevo Huancabamba (250 Einwohner)
- Nuevo Tacabamba (321 Einwohner)
- San Isidro (442 Einwohner)
- San Juan de Miraflores (264 Einwohner)
- San Juan Salado (265 Einwohner)
- Santa Cruz (1139 Einwohner)